# Crepidoma

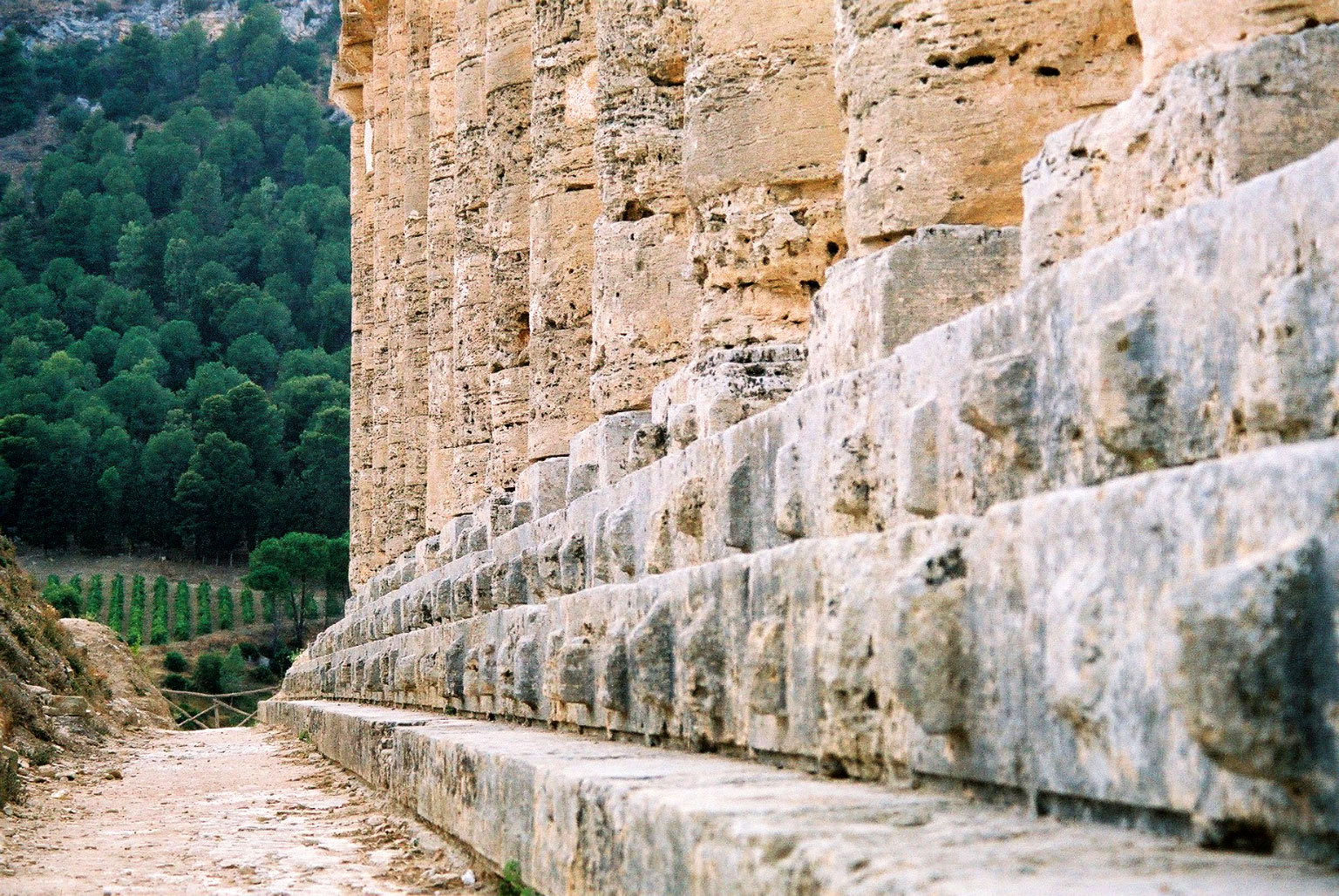
Crepidoma nel tempio di Segesta

Nell'architettura classica, prende il nome di crepidòma (κρηπίδωμα, dal greco krepìs, fondazione) la piattaforma a gradini rialzata in pietra sulla quale veniva costruito il tempio. È una specificazione della crepidine.
È costituito da tre o più gradini con la funzione di sopraelevare l'edificio, separando simbolicamente la residenza degli dei dal livello del terreno.
I gradini prendono il nome di crepidoma. Il piano su cui poggiano le colonne è detto stilobate.
La crepidine può presentare decorazioni come modanature o altro sulle facce visibili. Talvolta vi si riscontrano anche degli accorgimenti ottici, come nel Partenone, dove tutto il basamento è impercettibilmente convesso per sembrare prospetticamente più ampio.